# Tubifex newfei
Tubifex newfei är en ringmaskart. Tubifex newfei ingår i släktet Tubifex och familjen glattmaskar. Inga underarter finns listade i Catalogue of Life.